# Ljubomir Stahov
Ljubomir Stahov (Kamičani, 7. siječnja 1944.), hrvatski slikar, kipar i grafičar.
Ljubomir stahov rođen je 7. siječnja 1944. godine u Kamičanima kraj Prijedora. Godine 1967. završio je sarajevsku Školu primijenjene umjetnosti. Prije upisa na zagrebačku Akademiju likovnih umjetnosti radio je kao nastavnik likovnog odgoja na osnovnoj školi u Kozarcu. Na slikarskom odjelu zagrebačke ALU diplomirao je godine 1974. u klasi prof. Šime Perića, a potom je, od 1974. do 1978. bio suradnik Majstorske radionice prof. Krste Hegedušića i prof. Ljube Ivančića.
Živi i radi u Zagrebu gdje je danas redoviti profesor slikarstva na ALU.
U ediciji Mladi umjetnici zagrebačke Nacionalne i sveučilišne biblioteke godine 1982. objavljena je monografija Ljubomir Stahov koju je napisala Mladenka Šoloman.
U izdanju Zbirke Biškupić objavljene su mu tri bibliografske knjige: Heksapoda (u tehnici bakropisa i akvatinte) s tekstom-esejom Josipa Depola; Jedno čitanje apstrakcije (u tehnici bakropisa) s tekstom-esejom Đurđe Šinko-Depierris i Jue de couleur – Igra boja (u tehnica bakropisa u boji) s pjesmama francuskog pjesnika Edmonda Humeana. Godine 1990. objavio je bibliofilsko izdanje Bešumno bijelo (s pjesnikinjom Ankom Žagar), a 1991. Poslije (s pjesmom Zvonka Makovića).
Dosada je 31 puta samostalno izlagao u zemlji i inozemstvu, a sudjelovao na dvjestotinjak skupnih izložaba (međunarodnih bienala, trienala crteža i grafike). Dobitnik je više nagrada za slikarstvo, crtež i grafiku.

## Vanjske poveznice
- Službena stranica Ljubomira Stahova  Arhivirana inačica izvorne stranice od 11. svibnja 2009. (Wayback Machine)
- Akademija likovnih umjetnosti u Zagrebu